# Tadeusz Sobieszczak
Tadeusz Sobieszczak ps. „Dudek” (ur. 1 grudnia 1924 w Siedlcach, zm. 3 czerwca 2018 tamże) – polski żołnierz, major rezerwy, kombatant AK, honorowy obywatel Siedlec.

## Życiorys
Syn chirurga Jana Sobieszczaka i Marii Sobieszczak. We wrześniu 1939 r. jako uczeń Państwowego Gimnazjum Męskiego im. Hetmana Stanisława Żółkiewskiego i harcerz drużyny nr 3 pełnił służbę obserwacyjną na moście na Liwcu w Chodowie. Na specjalne diagramy nanosił trasy przelotów niemieckich samolotów bombardujących Siedlce. Pierwszą organizacją konspiracyjną, do jakiej wstąpił, był Młody Nurt. Następnie został łącznikiem organizacji Miecz i Pług. Przewoził rozkazy i materiały konspiracyjne z Siedlec do placówek w terenie. W tej organizacji awansował na żołnierza pierwszej sekcji bojówki nr 105. Uczestniczył w akcjach zbrojnych.
Po scaleniu organizacji konspiracyjnych służył w Związku Walki Zbrojnej i następnie w Armii Krajowej. Z tej organizacji został skierowany  w marcu 1944 r. do 5 drużyny II plutonu OP „Zenona” 34 Pułku Piechoty AK. Walczył do rozwiązania tego oddziału w sierpniu 1944 r.
Po powrocie do Siedlec współzakładał Ruch Oporu Armii Krajowej. By nie podzielić losu kolegów, którzy zostali aresztowani przez NKWD i wywiezieni do obozów Gułagu, wstąpił na ochotnika do Wojska Polskiego. Został zakwaterowany na III polu niemieckiego obozu koncentracyjnego Majdanek koło Lublina, następnie wcielony do jednego z oddziałów Armii Czerwonej i wysłany w okolice Przemyśla. Z trzema kolegami opuścił Armię Czerwoną i wstąpił do Oddziału Partyzanckiego „Groźnego” 14 Pułku Ułanów Jazłowieckich Armii Krajowej. Był rusznikarzem i celowniczym ciężkiego karabinu maszynowego w plutonie Czelatycze tego oddziału.
Uczestniczył w akcjach broniących polską ludność przed okrucieństwem nacjonalistów ukraińskich. Po rozwiązaniu tego oddziału partyzanckiego po raz drugi wstąpił na ochotnika do Wojska Polskiego. Ukończył Oficerską Szkołę Piechoty nr 1 we Wrocławiu. Został absolwentem tej szkoły drugiej promocji.
Do demobilizacji kierował 3 Samodzielną Grupą Rozminowania. Jako saper usunął wiele ton niewybuchów na terenie ówczesnego województwa warszawskiego.
W stopniu majora rezerwy pełnił funkcję przewodniczącego Środowiska Oddziału Partyzanckiego „Zenona” Stowarzyszenia Polskich Kombatantów w Siedlcach.

## Odznaczenia i wyróżnienia
- Krzyż Kawalerski Orderu Odrodzenia Polski,
- Krzyż Walecznych,
- Brązowy Krzyż Zasługi z Mieczami,
- Medal Wojska (czterokrotnie)
- Krzyż Armii Krajowej,
- Krzyż Partyzancki,
- Złoty Medal „Za zasługi dla obronności kraju”,
- Odznaka „Weteran Walk o Wolność i Niepodległość Ojczyzny”,
- Odznaka 1 Siedleckiego Batalionu Rozpoznawczego,
- Odznaka 34 Pułku Piechoty,
- Krzyż Komandorski Zakonu św. Łazarza (obediencja maltańska),
- Honorowy Obywatel Miasta Siedlce od 6 września 2013 roku,
- Honorowy Członek Drużyny Reprezentacyjnej Hufca ZHP „Podlasie” im. Henryka Sienkiewicza w Siedlcach.